# Road Trips Volume 3 Number 1
Road Trips Volume 3 Number 1 je koncertní dvojalbum skupiny Grateful Dead. Jedná se o devátou část série Road Trips. Album vyšlo 10. listopadu 2009 u Grateful Dead Records. Album skupina nahrála 28. prosince 1979 v Oaklandu, Kalifornie.

## Seznam skladeb
| Disk 1 | Disk 1                   | Disk 1               | Disk 1 |
| Pořadí | Název                    | Autor                | Délka  |
| ------ | ------------------------ | -------------------- | ------ |
| 1.     | Sugaree                  | Garcia, Hunter       | 16:04  |
| 2.     | Mama Tried               | Haggard              | 2:26   |
| 3.     | Mexicali Blues           | Weir, Barlow         | 4:54   |
| 4.     | Row Jimmy                | Garcia, Hunter       | 13:15  |
| 5.     | It's All Over Now        | B. Womack, S. Womack | 8:19   |
| 6.     | High Time                | Garcia, Hunter       | 7:02   |
| 7.     | The Music Never Stopped  | Barlow, Weir         | 8:47   |
| 8.     | Alabama Getaway          | Garcia, Hunter       | 7:06   |
| 9.     | Greatest Story Ever Told | Weir, Hart, Hunter   | 5:07   |

| Disk 2         | Disk 2                  | Disk 2             | Disk 2 |
| Pořadí         | Název                   | Autor              | Délka  |
| -------------- | ----------------------- | ------------------ | ------ |
| 1.             | Terrapin Station        | Garcia, Hunter     | 14:03  |
| 2.             | Playing in the Band     | Hart, Hunter, Weir | 17:29  |
| 3.             | Rhythm Devils           | Hart, Kreutzmann   | 7:36   |
| 4.             | Space                   | Garcia, Lesh, Weir | 2:28   |
| 5.             | Uncle John's Band       | Garcia, Hunter     | 9:34   |
| 6.             | I Need a Miracle        | Barlow, Weir       | 4:05   |
| 7.             | Bertha                  | Garcia, Hunter     | 6:31   |
| 8.             | Good Lovin'             | Resnick, Clark     | 7:28   |
| 9.             | Casey Jones             | Garcia, Hunter     | 5:14   |
| 10.            | One More Saturday Night | Weir               | 4:56   |
| Celková délka: | Celková délka:          | Celková délka:     | 152:32 |

## Sestava
- Jerry Garcia – sólová kytara, zpěv
- Bob Weir – rytmická kytara, zpěv
- Phil Lesh – basová kytara, zpěv
- Brent Mydland – klávesy, zpěv
- Mickey Hart – bicí
- Bill Kreutzmann – bicí